# تایسون گریفین
تایسون گریفین (انگلیسی: Tyson Griffin؛ زادهٔ ۲۰ آوریل ۱۹۸۴) ورزشکار هنرهای رزمی ترکیبی اهل ایالات متحده آمریکا است.